# 대한민국 민법 제745조
대한민국 민법 제745조는 타인의 채무의 변제에 대한 민법 채권법 부당이득 조문이다.

## 조문
제745조(타인의 채무의 변제) ① 채무자아닌 자가 착오로 인하여 타인의 채무를 변제한 경우에 채권자가 선의로 증서를 훼멸하거나 담보를 포기하거나 시효로 인하여 그 채권을 잃은 때에는 변제자는 그 반환을 청구하지 못한다.
②전항의 경우에 변제자는 채무자에 대하여 구상권을 행사할 수 있다.

第745條(他人의 債務의 辨濟) ① 債務者아닌 者가 錯誤로 因하여 他人의 債務를 辨濟한 境遇에 債權者가 善意로 證書를 毁滅하거나 擔保를 抛棄하거나 時效로 因하여 그 債權을 잃은 때에는 辨濟者는 그 返還을 請求하지 못한다.
②前項의 境遇에 辨濟者는 債務者에 對하여 求償權을 行使할 수 있다.

## 사례
- 약혼이 해제될 때, 당사자가 예물 반환 문제에 관하여 합의가 없을 경우, ①당사자 쌍방의 아무런 귀책사유 없이 약혼을 해제되는 때와 ②당사자 쌍방에게 모두 과실이 있는 때에는 부당이득을 이유로 반환 청구를 할 수 있다.[1]
- 인터넷 검색사이트가 수집한 개인정보를 이용하여 광고수익을 올리거나 제3자에게 제공함으로써 이득을 실현시키고 있지만 그 대가를 이용자에게 제공하지 않는것으로 이러한 행위에 민법 제741조(부당이득)가 적용될 수 있다.[2]

## 판례
- 법률상의 원인 없이 이득하였음을 이유로 한 부당이득의 반환에 있어 이득이라 함은 실질적인 이익을 의미하므로, 임차인이 임대차계약관계가 소멸된 이후에도 임차건물 부분을 계속 점유하기는 하였으나 이를 본래의 임대차계약상의 목적에 따라 사용, 수익하지 아니하여 실질적인 이득을 얻은 바 없는 경우에는 그로 인하여 임대인에게 손해가 발생하였다 하더라도 임차인의 부당이득반환의무는 성립되지 않는다.[3]
- 매수인이 인도받은 목적물로부터 생긴 과실을 수취할 권리가 있는 경우에는 '법률상의 원인'(제741조) 없는 이득으로 볼 수 없으므로 부당이득반환의 대상이 될 수 없다[4].

## 참고 문헌
- 오현수, 일본민법, 진원사, 2014. ISBN 978-89-6346-345-2
- 오세경, 대법전, 법전출판사, 2014 ISBN 978-89-262-1027-7
- 이준현, LOGOS 민법 조문판례집, 미래가치, 2015. ISBN 979-1-155-02086-9